# Padrauna
Padrauna is een stad en gemeente in de Indiase staat Uttar Pradesh. Het is de hoofdstad van het district Kushinagar.

## Demografie
Volgens de Indiase volkstelling van 2001 wonen er 44.357 mensen in Padrauna, waarvan 52% mannelijk en 48% vrouwelijk is. De plaats heeft een alfabetiseringsgraad van 62%.